# Semiothisa contaminata
Semiothisa contaminata là một loài bướm đêm trong họ Geometridae.